# 한 번 더 해피엔딩 (영화)
《한 번 더 해피엔딩》(영어: The Rewrite)은 2014년 공개된 미국의 로맨틱 코미디 영화이다.

## 출연
- 휴 그랜트
- 머리사 토메이
- 벨라 히스콧
- 앨리슨 재니
- J. K. 시먼스
- 크리스 엘리엇
- 에이자 나오미 킹
- 캐런 피트먼
- 스티븐 캐플런
- 애니 첸
- 캐럴라인 에런
- 올리비아 루카디
- 제이슨 앤툰
- 더메리스 루이스
- 앤드루 키넌볼저

## 기타 제작진
- 공동 제작: 마틴 셰이퍼
- 배역: 아일린 스타거
- 미술: 올라 마슬리크
- 세트: 로런 더티타
- 의상: 게리 존스
- 분장: 칼라 화이트
- 헤어: 수지 매저리시앨리슨
- 시각 효과: 에란 디누르
- 음향 감독: 로버트 하인
- 조감독: 그레그 길먼